# Cassar (Familie)

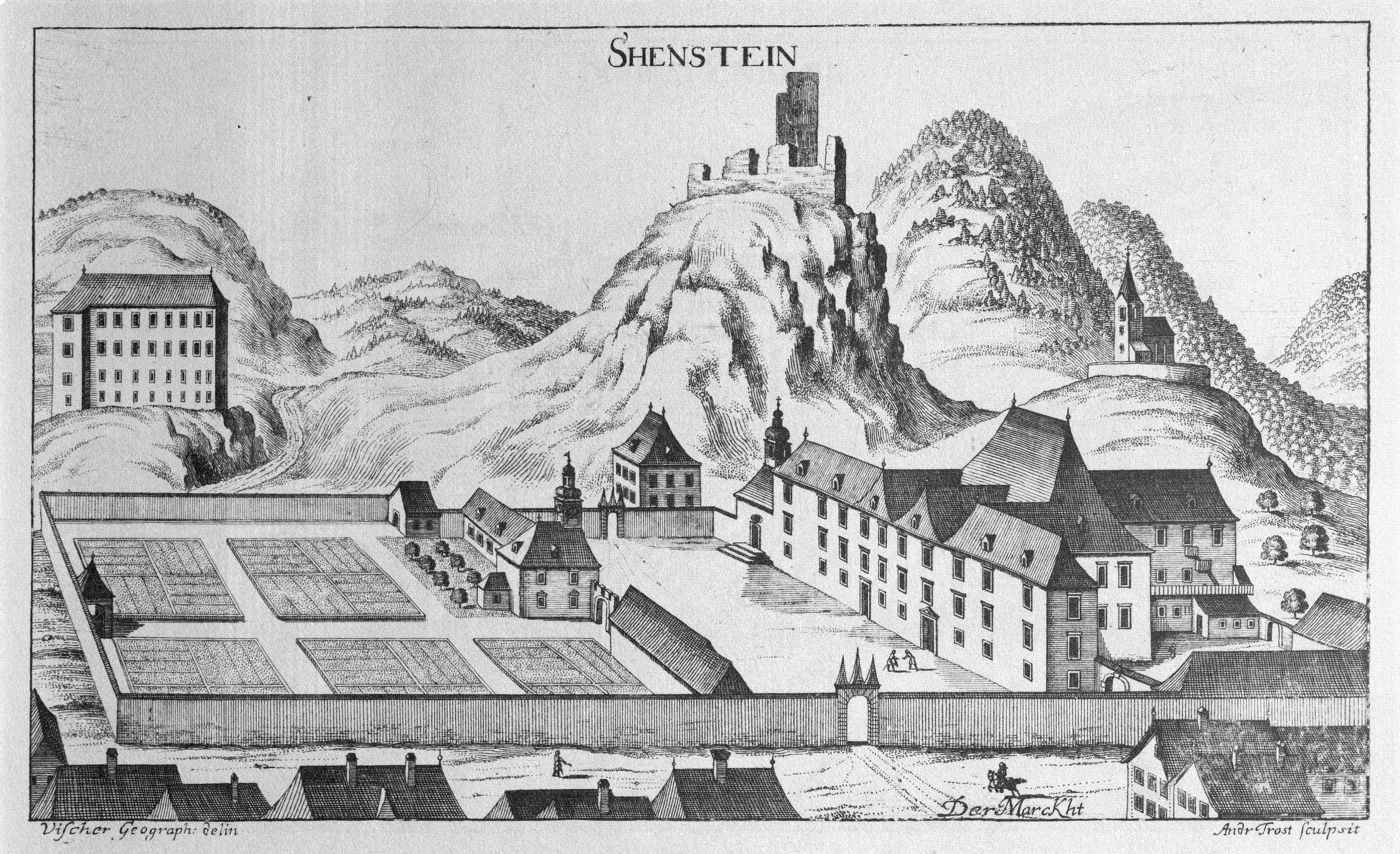
Georg Matthäus Vischer (1628–1696) Schönstein – Šoštanj

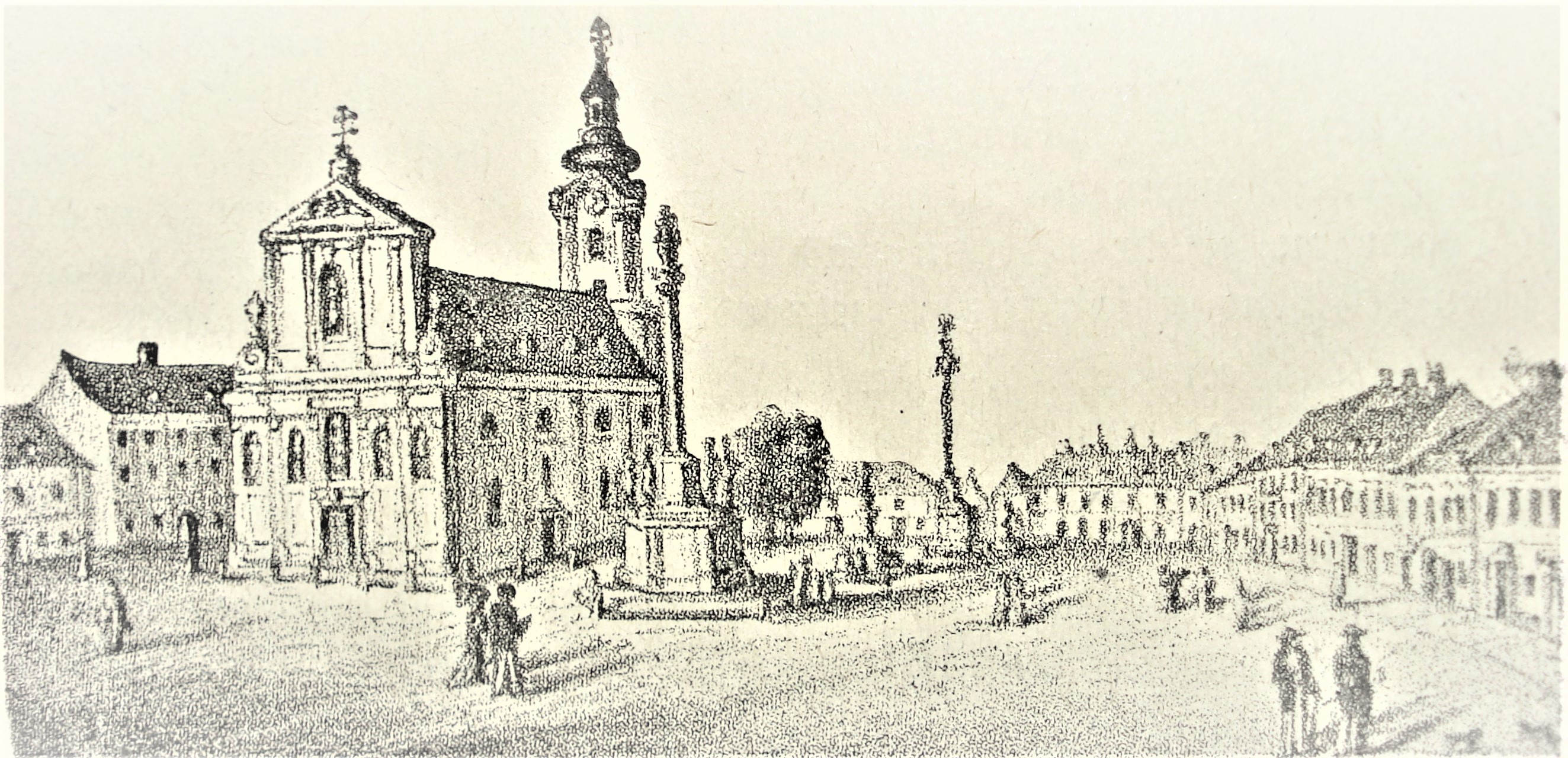
Bruck an der Leitha Hauptplatz, 19. Jh.

Die Steinmetzfamilie Cassar, auch Kassar geschrieben, kam 1719 von Schönstein im „Windischland“ der Untersteiermark, heute Šoštanj in Slowenien in den kayserlichen Steinbruch am Leithaberg.
Durch den Aufruf des Kaisers strömten auch zu diesem bedeutenden Arbeitsplatz viele Fachkräfte und speziell im Steinbruch versierte Hilfskräfte.

„Es ist jedermann bekannt, dass durch den feindlichen Türkischen Einfall das Land Österreich unter der Enns dermaßen verwüstet und entvölkert worden, dass an der Mannschaft, sonderlich der Handwerker, .. Maurern, Steinmetzen, .. ein großer Mangel bei der Stadt Wien und auf dem Lande erscheinen wird. Meister und Gesellen, sie kommen woher, wo sie wollen.. auf dem Lande befindlichen Zünften ungehindert arbeiten können.“

Aus dem Herzogtum Steiermark, besonders von Schönstein, kamen ab den 1690er Jahren mehrere, fanden Arbeit und gründeten hier ihre Familien. Im Bereich der Untersteiermark bestanden Vorkommen von Muschelkalken, Leithakalken, in Steinbrüchen von Rabenwald bei Pöllau, Packenstein im Bezirk Schönstein (kleine Auswahl) wurde gearbeitet.

## Familie Cassar
Durch die Bautätigkeit von Kaiser Karl VI. nach der überstandenen Pest und von Prinz Eugen von Savoyen als dem Sieger von Belgrad, gab es im kaiserlichen Steinbruch Großaufträge, die Wiener Karlskirche war fertiggestellt, das Stadtpalais des Prinzen Eugen, das Obere Schloss Belvedere, der Hochaltar der Kaisersteinbrucher Kirche von der Steinmetzbruderschaft gestiftet, organisierte der Hofsteinmetz Elias Hügel. 1745 kamen die Erweiterung und Barockisierung der Kaisersteinbrucher Kirche zum Abschluss. Meister Hügel errichtete in der Seitenkapelle seinen Kreuz-Altar.

## 1. Generation

### Joseph Cassar († vor 1755) Schönstein in der Untersteiermark im „Windischland“ − Kaisersteinbruch
Der Steinmetzgeselle Joseph Cassar, aus Schönstein im „Windischland“, heute Šoštanj in Slowenien stammend, kam zum Kaisersteinbruch am Leithaberg. Er heiratete 1719 in der Kaisersteinbrucher Kirche Gertrude Zogglerin, Tochter des Joseph Zoggler, ehemals Jäger von Innsbruck und Frau Maria. Die Söhne Johann (* 8. Oktober 1724), und Leopold (* 15. November 1730), erlernten dann auch das Steinmetzhandwerk. Frau Gertrude starb 1734 mit 38 Jahren an Kindbettfieber. Joseph Cassar, Witwer, heiratete im selben Jahr im hiesigen Steinbruch die böhmische Weberstochter Eva Ponitschin. 1755 starb sie, bereits selbst Witwe geworden, mit 74 Jahren.

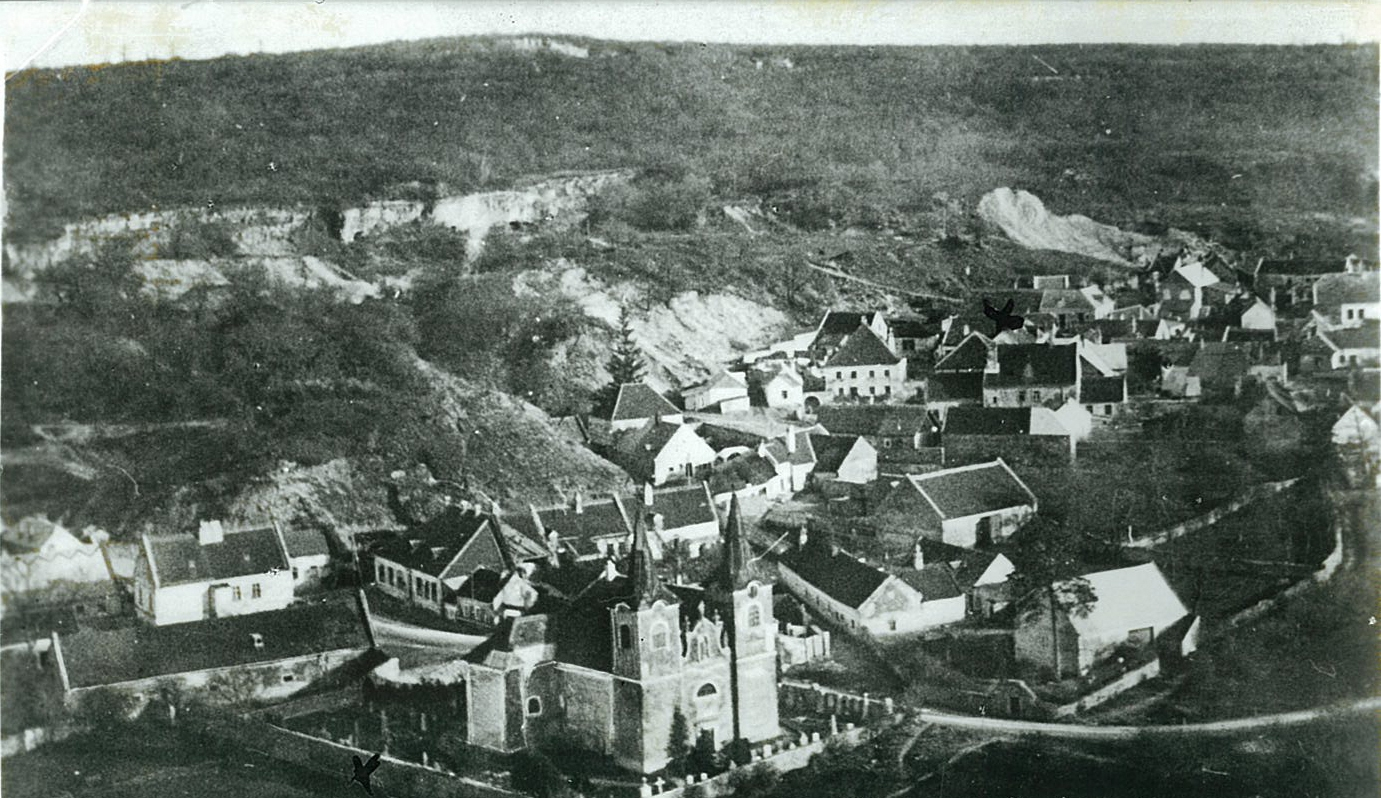
Barockisierung der Kirche mit 2 Türmen und Rundgiebel – um 1900

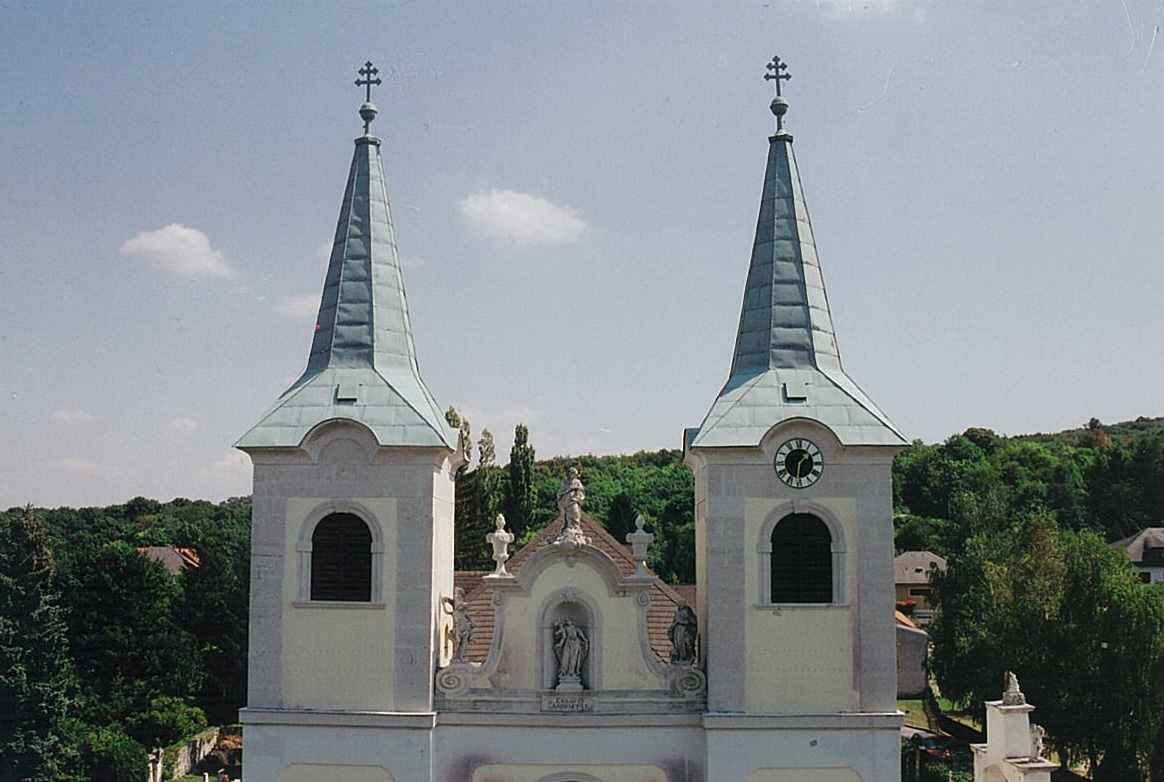
Nach Brandkatastrophen und Kriegszerstörungen: ERBAUT ANNO 1745 und Jahre davor – Gegenwart

## 2. Generation

### Johann Cassar sen. (* 1724) Kaisersteinbruch – Winden
Der Kaisersteinbrucher Steinmetzmeister Elias Hügel nahm 1738 Johann Cassar für 5 Jahre als Steinmetz-Lehrjungen auf. 1743 erfolgte die Freisprechung zum Gesellen, als Bruder der Kaisersteinbrucher Bruderschaft.
Am 7. Oktober 1750 heiratete Johann die Witwe Eva Rummlin, des Steinmetzgesellen Emmerich Rummel, die Eltern waren da bereits verstorben. Sein Ziel war es ein Meister der Kaisersteinbrucher Bruderschaft zu werden. Sohn Johann wurde 1751 geboren, auch er lernte in der Folge das Steinmetzhandwerk. 1761 starb Ehefrau Eva mit 42 Jahren. Er verließ Kaisersteinbruch.

#### Meister in Winden, in der Kaisersteinbrucher Viertellade inkorporiert
Johann Cassar sen. erhielt vom Steinmetzhandwerk eine Meisterstelle im benachbarten Winden am See. Winden war ein Teil der Herrschaft Königshof des Stiftes Heiligenkreuz, war der Viertellade Kaisersteinbruch incorporiert. 1765 wird Johann Cassar sen. als Windener Meister bezeichnet.

### Leopold Cassar (1730–1780) Kaisersteinbruch
Der jüngere Sohn Leopold von Joseph Cassar und Frau Gertrude wurde am 15. November 1730 in Kaisersteinbruch geboren. Leopold lernte 1743 bei Meister Elias Hügel und ist bereits 1764 als Meister der Kaisersteinbrucher Bruderschaft dokumentiert.
Er heiratete am 10. Jänner 1751 Anna Maria, Witwe des Steinmetzgesellen Paul Minkerl. Die Söhne Paul (* 11. Jänner 1754) und Johann (* 16. August 1759) wurden geboren, beide erlernten das Steinmetzhandwerk. Im Grundbuch 1756 waren beide mit einem Haus eingetragen, zu welchem Haus ihnen die Herrschaft einen Grund mi 80 Quadrat Klafter vergünstiget.

## 3. Generation

### Johann Cassar jun. (1751–1830) Kaisersteinbruch – Winden – Bruck an der Leitha
Der Steinmetzgeselle Johann Kassar, Sohn des Johann Kassar sen., Steinmetzmeister zu Winden und der Eva, Ehefrau verheiratete sich am 11. November 1774 in Bruck mit Elisabeth Weichartin, Witwe und Steinmetzmeisterin allhier. Sie wohnten im Haus Nr. 3. Elisabeth Kassarin, bürgerliche Steinmetzmeisterin starb am 3. Dezember 1784 mit 54 Jahren und wurde am 2. Jänner 1785 auf dem Brucker Friedhof begraben.

#### Brucker Bürger und Meister der dortigen Viertellade

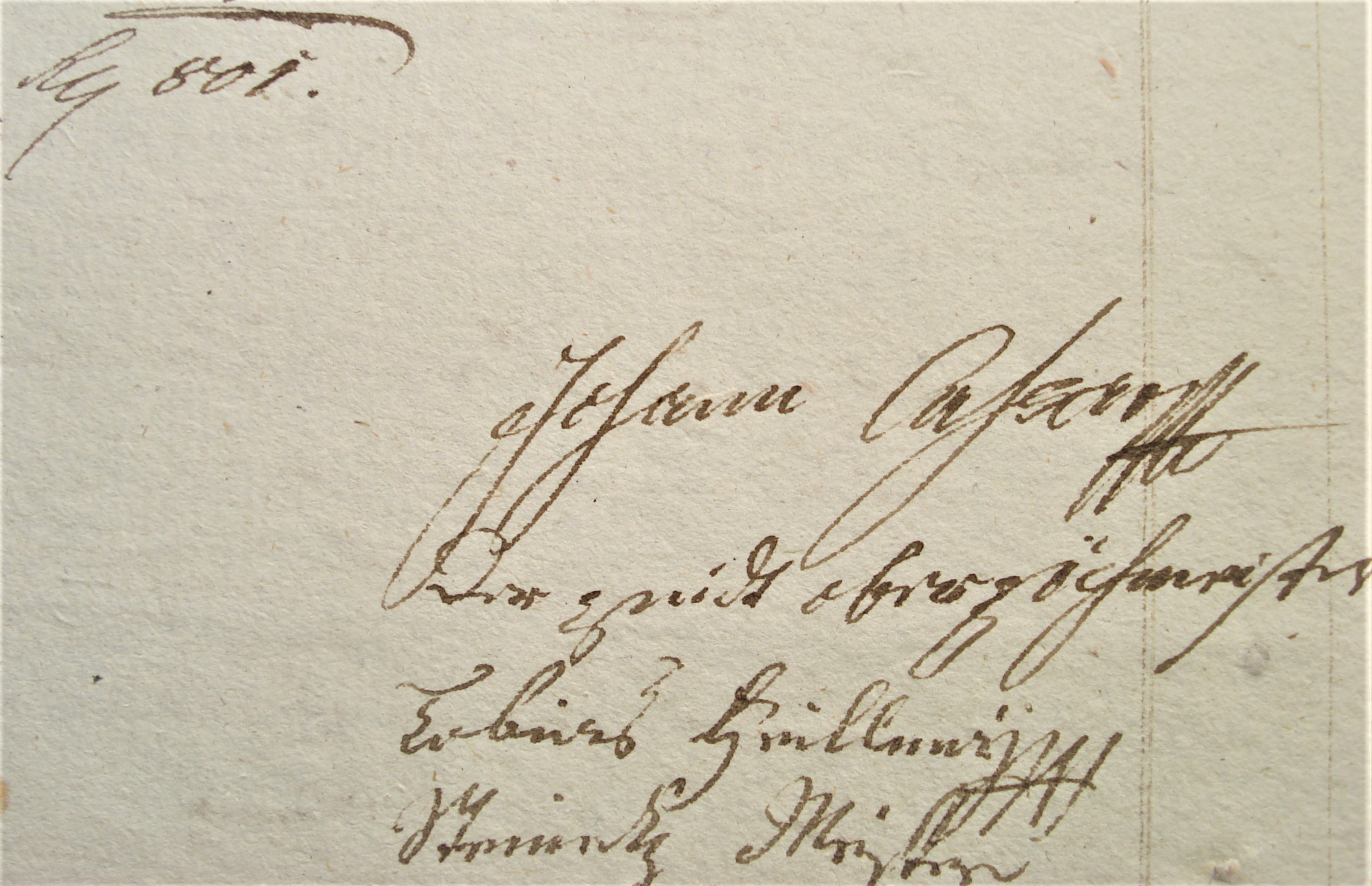
1801 Oberzechmeister

Johann Cassar wurde 1774 Bürger von Bruck an der Leitha. 1775 erlegte Cassar das Meistergeld von 7 Gulden. Als Meister der Viertellade Bruck bildete er einige Kaisersteinbrucher Lehrjungen zu Gesellen aus: 1775 Franz Xaver Radschödl, 1776 den Bruder Andreas Radschödl, 1782 Joseph Markowitsch und 1785 Philipp Kraus.

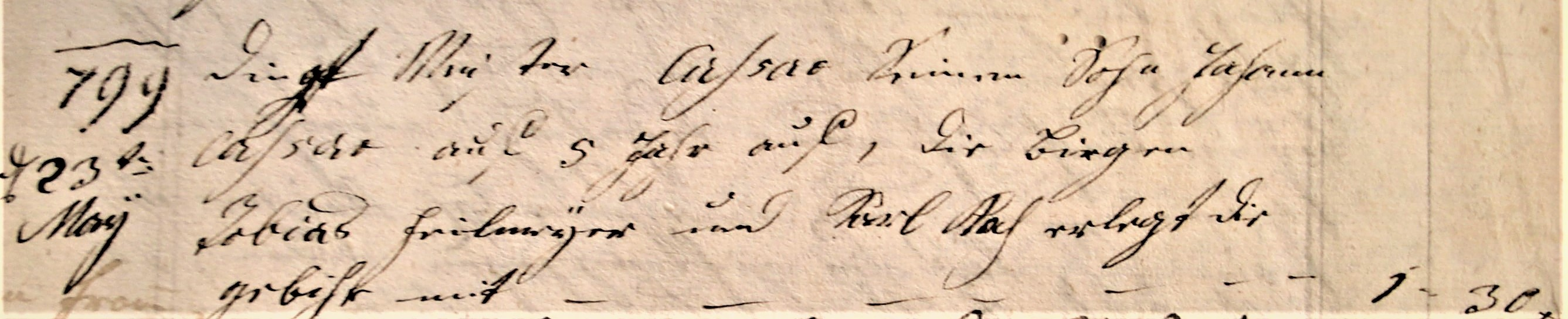
23. Mai 1799 Meister Cassar dingt seinen Sohn Johann zum Steinmetz-Lehrjungen auf

- Der Witwer, ein Mitglied im Äußeren Rat der Stadt Bruck geworden, ehelichte 34-jährig am 10. April 1785 Anna Maria Wagner, Tochter des Brucker Tuchmachermeisters Anton Wagner und Barbara, 25 Jahre. Ihr Sohn Johann (von Nepomuk) wurde am 1. Juni 1787 in Bruck geboren. Auch er wurde zum Steinmetz ausgebildet.

##### Steinmetzmeisterin

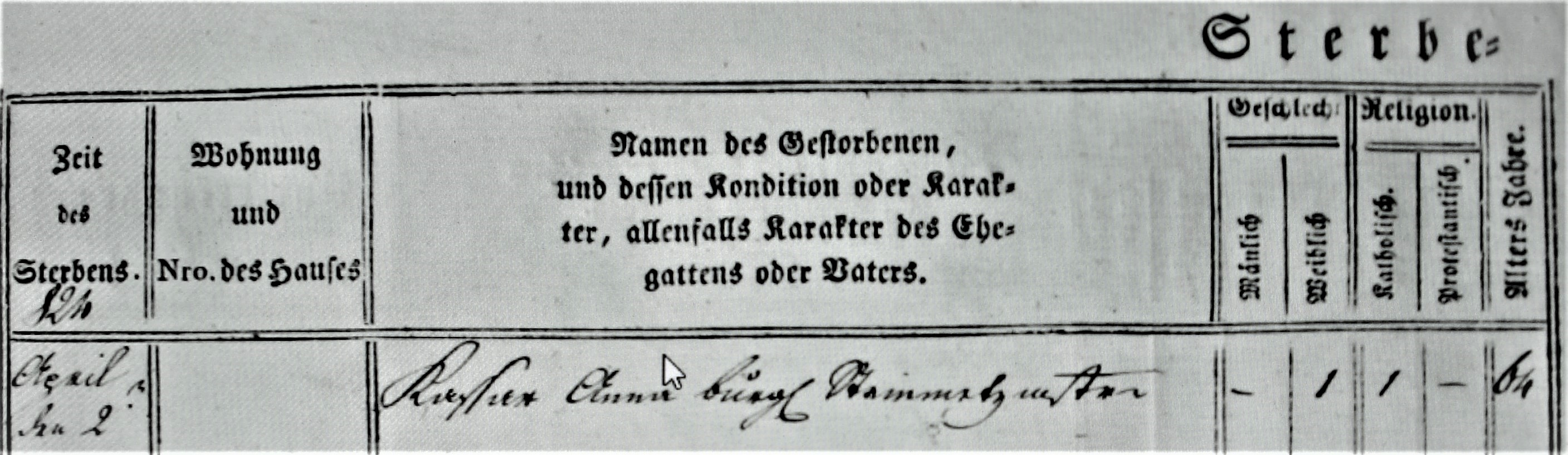
1821 Anna Kassar bürgerl. Steinmetzmeister

Anna Kassar (geborene Wagner) starb am 2. April 1821 mit 64 Jahren. Beruf (vom Ehemann): bürgerlicher Steinmetzmeister.
- Am 8. Juni 1830 starb der Bürger Johann Cassar in seinem Haus Nr. 3, sein Alter wurde mit 81 Jahren angegeben.

### Paul Cassar (1754–1811) Kaisersteinbruch
Paul Cassar wurde am 1. Jänner 1754 in Kaisersteinbruch geboren, die Eltern waren Steinmetzmeister Leopold Cassar und Frau Anna Maria. Er heiratete am 20. Mai 1781 Theresia Tiefenbrunnerin, Tochter des Mathias Tiefenbrunner und Maria Anna. Sohn Michael wurde am 19. September 1784 geboren und erlernte das Steinmetzhandwerk.
- Im Grundbuch 1784 gemeinsam mit einem Haus und Krautgarten eingetragen.

Nach mehreren Geburten starb Theresia 1788 mit 31 Jahren, der Witwer ehelichte im selben Jahr Andrea Töcker, Tochter einer Schmiedfamilie. Er wurde wiederum Witwer und heiratete 1799 Franziska Lachmichin, Wirtstochter aus dem benachbarten Sommerein. Im Grundbuch 1800 war er mit Franziska gemeinsam eingetragen. Am 8. Feber 1811 starb Paul Cassar.

### Michael Cassar (1764–1797) Kaisersteinbruch
Steinmetzgeselle in Steinbruch, er war verheiratet mit Theresia N. Am 6. April 1797 starb Michael mit 33 Jahren an der Gall-Krankheit. Die Witwe ehelichte 1809 den Steinmetzgesellen Augustin Pollak. Sohn Michael wurde 1794 geboren, er setzt die Steinmetztradition fort.

## 4. Generation

### Michael Cassar (1784−   ) Kaisersteinbruch
Am 19. September 1784 als Sohn des Steinmetzgesellen Paul Cassar und der Teresia geb. Tiefenbrunnerin geboren. Während seiner Ausbildung musste das Steinmetzhandwerk von Kaisersteinbruch die Viertellade in Wiener Neustadt zurücklegen, und damit den bisherigen Wirkungsbereich einengen. Das Stift Heiligenkreuz bestimmte das Geschehen, aus Kaisersteinbruch wurde Heiligenkreuzer Steinbruch, dann Steinbruch.

#### Freisprechbuch der Steinmetzen und Maurer in Kaisersteinbruch
In diesem Kaisersteinbrucher Freysprechbuch wird dokumentiert, dass Sommerein, Mannersdorf, Hof und Au von 1649–1801 im Kaisersteinbrucher Handwerk der Steinmetzen und Maurer incorporiert waren, Maria Loretto verblieb (im Dokument bis 1824). Michael Gehmacher war ein Lehrmeister für das Steinmetzhandwerk:

„Hat Herr Michael Gehmacher, Steinmetz und Zechmeister allhier, seinen Jung namens Michael Cassar zu einem Steinmetzgesellen bei offener Lade hier freigesprochen, hat 5 Jahre richtig ausgelernt, dessen Eltern sind Paul Cassar, Steinmetzgeselle und Theresia sel. Erlegt die Gebühr in die Lade 1 fl.“

### Johann Cassar (1787–1859) Bruck an der Leitha
Steinmetzmeister, Johannes von Nepomuk wurde in Bruck an der Leitha geboren. Sohn des Johann Cassar, Steinmetzmeister und der Frau Anna, geborene Wagner. Er heiratete am 23. April 1820 Anna Pfeifermann, Tochter des hiesigen Gastwirten Joseph Pfeifermann und Frau Katharina. Ihr Sohn Johann (von Nepomuk) wurde am 8. Oktober 1822 geboren. Im Mai 1834 starb Ehefrau Anna mit 33 Jahren.
- Der Witwer, 47-jährig, ehelichte am 22. Juli 1834 Magdalena Krupbauer, 22 Jahre, Tochter des Seifensieders Michael Krupbauer hier in Bruck. Ihr gemeinsamer Sohn Karl, am 20. Mai 1840 geboren, erlernte das Steinmetzhandwerk.

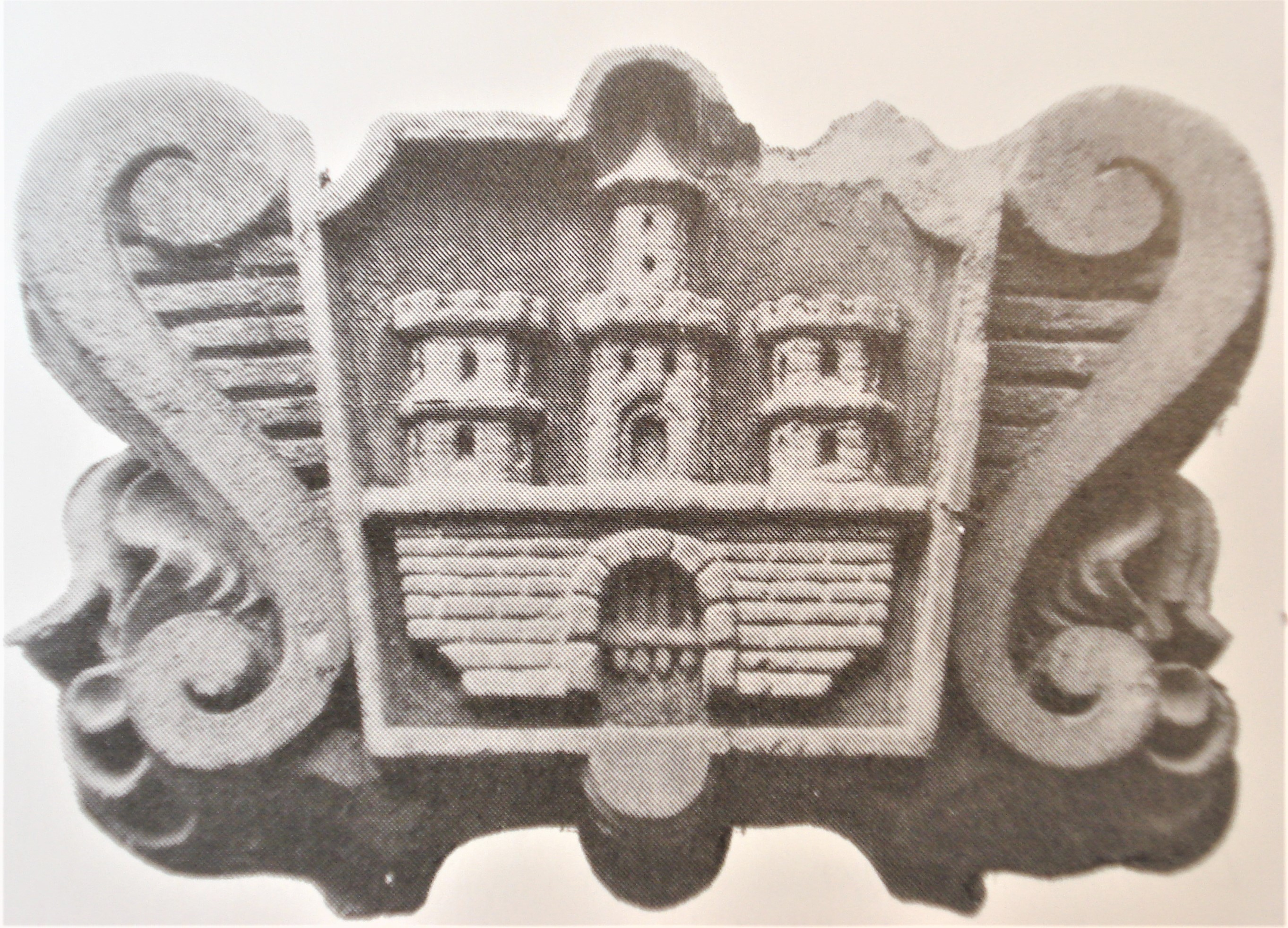
Wappen Bruck an der Leitha

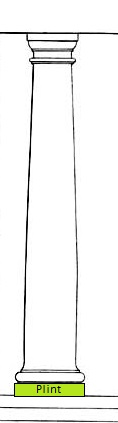
Toskanische Säule

### 1819 Stadtwappen über dem Schultor
Die Stadt beauftragte Steinmetzmeister Johann Kassar ein steinernes Stadtwappen von Bruck an der Leitha für das Schulgebäude zu gestalten.
Am 7. August 1819 wurde es über dem Eingangstor befestigt. Das bisher angebrachte Wappen des früheren Hausbesitzers, eine Gans darstellend, entfernt. Es befindet sich im Museum.

#### 1845 Johann Cassar Obervorsteher beim Mittel der bürgerlichen Maurer und Steinmetze der Stadt Bruck an der Leitha

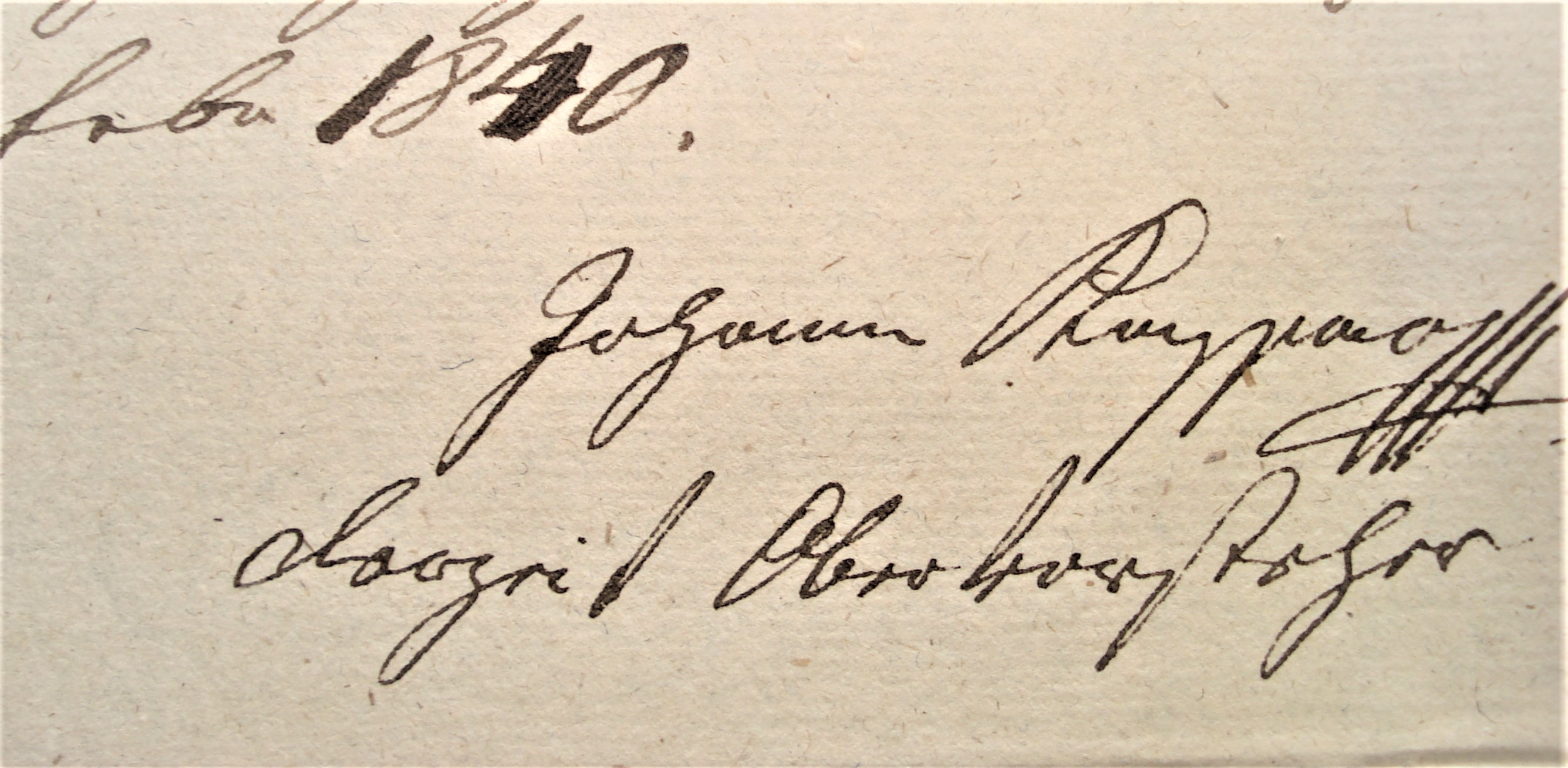
Einige Jahre Obervorsteher des Steinmetzhandwerkes, hier 1840

- Handwerkssitzung vom 8. Mai 1845[8]: Mathias Kruckenfellner, Steinmetzgeselle und Steinbruchpächter von Sommerein ersucht um Aufgabe eines Meisterstückes. Die Innung gibt ihm auf:
- Einen toskanische Säulen Stamm, mit Körperausmaß und Überschlag. Dieses Stück ist bis Fronleichnam 1845 dem Mittel zur Prüfung vorzulegen. Dasselbe ist in der Wohnung des Herrn Obervorstehers Johann Cassar allhier zu verfertigen.
- Herr Ferdinand Koch, Bürgermeister und Kommissär
- Meister Johann Cassar als Obervorsteher
- Meister Tobias Groissl als Untervorsteher

### Michael Cassar jun. (* 1794) Kaisersteinbruch – Bruck an der Leitha
Michael Cassar, Steinmetzgeselle, wurde am 4. Jänner 1794 in Steinbruch geboren. Drei Jahre nach seiner Geburt starb der Vater Michael Cassar (1764–1797). Er lernte das Steinmetzhandwerk in Bruck und wurde Geselle. Die Mutter, jetzt Witwe ehelichte 1809 den Steinmetzgesellen Augustin Pollak. auch er hatte in Bruck das Steinmetzhandwerk gelernt.

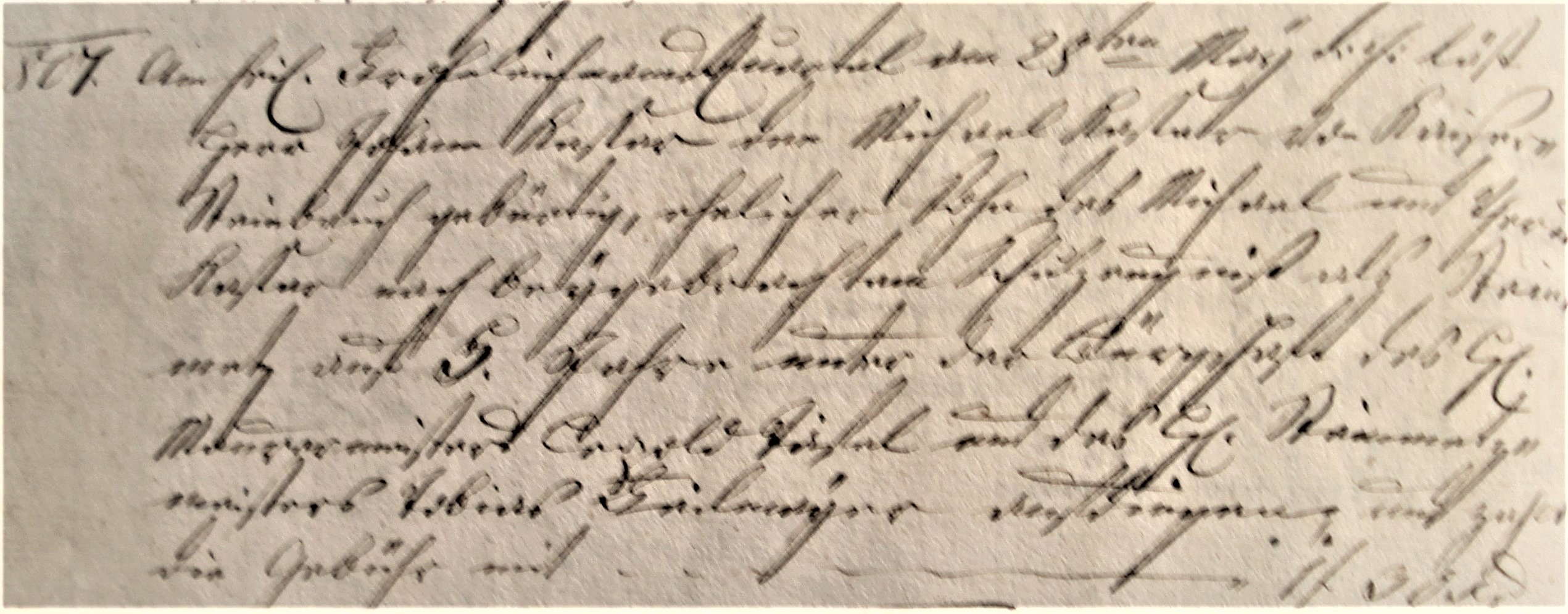
Aufdingung von Michael Cassar aus Kaisersteinbruch

#### Handwerk der Steinmetzen und Maurer in Bruck an der Leitha, 1807
„Am heil. Fronleichnamsquatember, am 28. Mai des Jahres 1807 lässt Herr Johann Cassar sen. den Michael Cassar, von Kaiser Steinbruch gebürtig, ehelicher Sohn von Michael und Theres Cassar nach beigebrachtem Schulzeugnis als Steinmetz auf 5 Jahre unter der Bürgschaft des Herrn Maurermeisters Leopold Täfel und des Herrn Steinmetzmeisters Tobias Heilmayer, aufdingen und zahlt die Gebühr m. 1 fl 30 Kr.
1810 erfolgt die Übernahme durch den Meister Johann Cassar jun. Er wird 1811 freigesprochen.“

## 1707 „Steinmetzhaus“ in Bruck an der Leitha

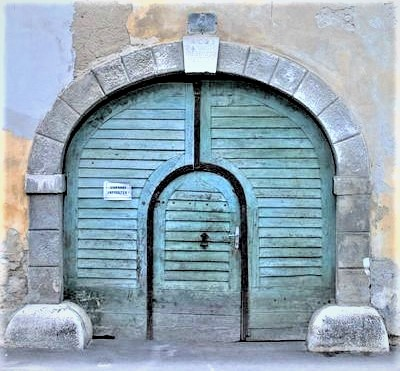
Bruck an der Leitha, Tegetthoffgasse 4, sog. Steinmetzhaus.
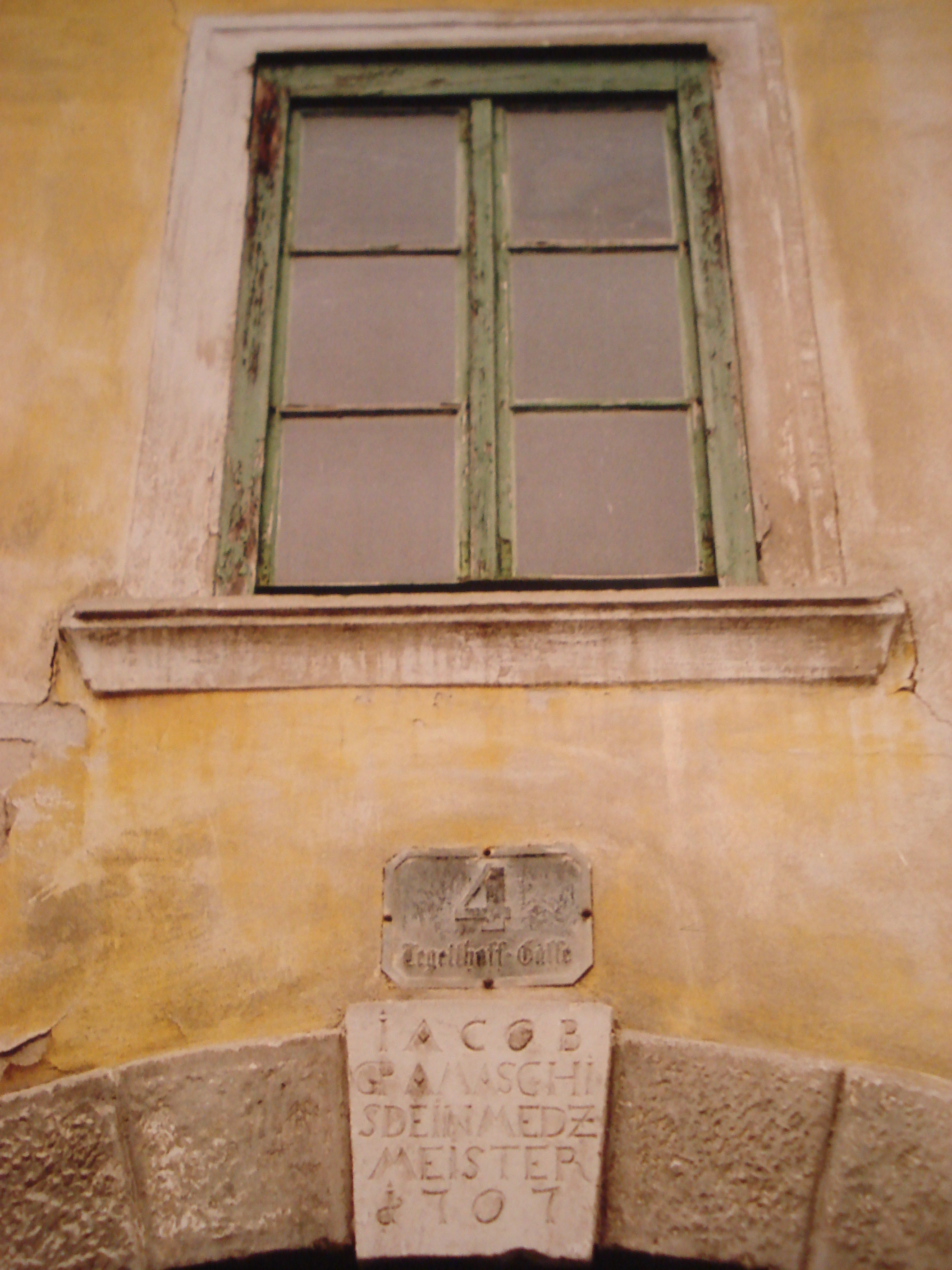
Inschrift 1707, Steinmetz Jacob Grämäschi
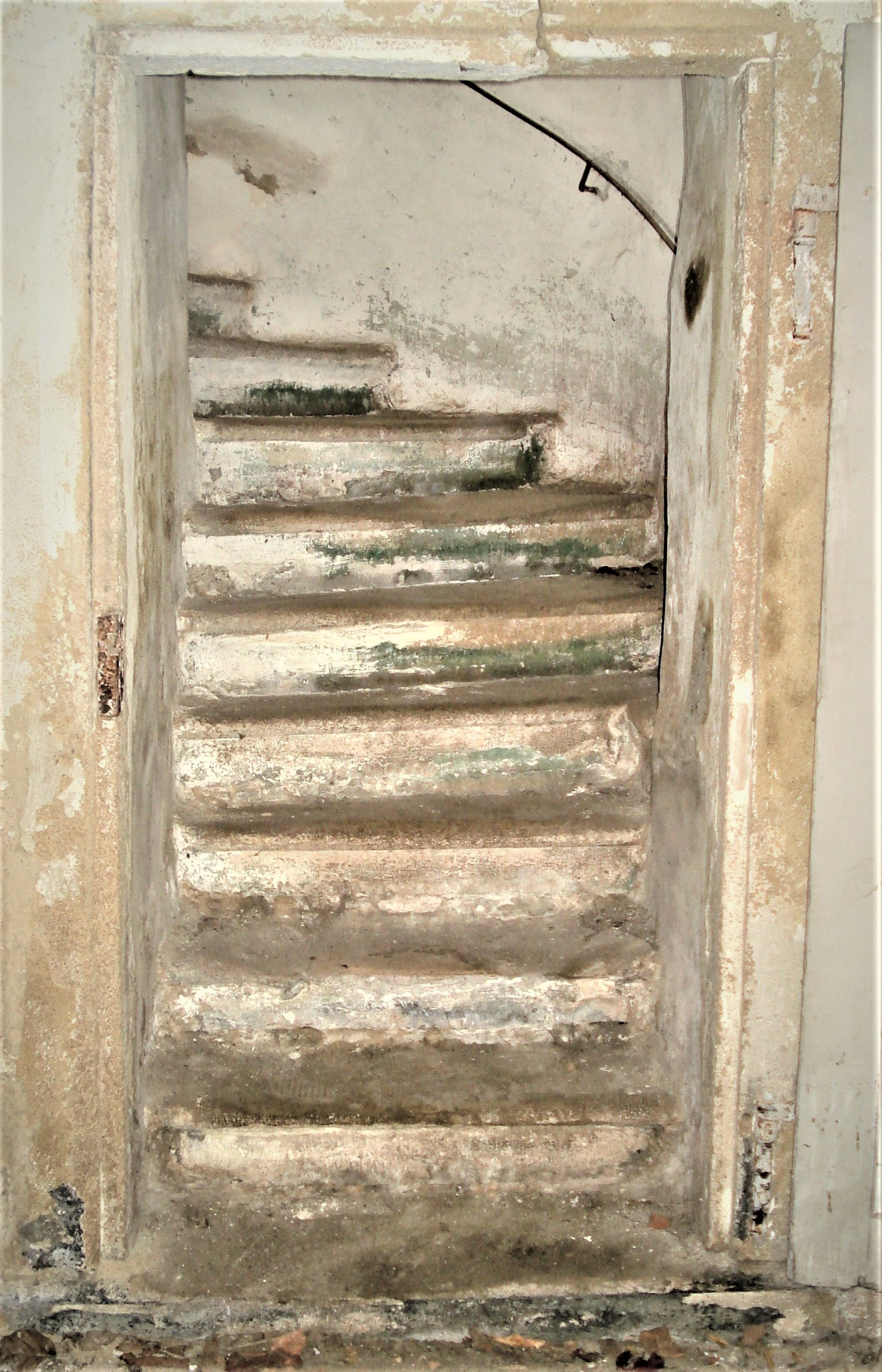
Innenstiege
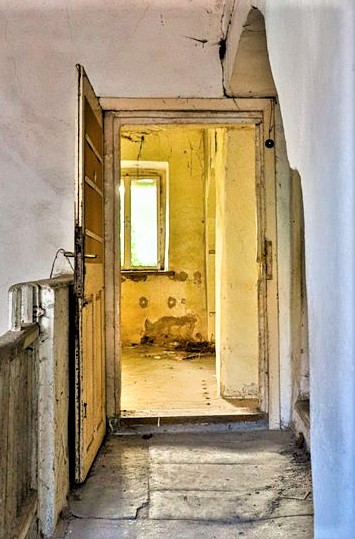
Böden mit Steinplatten ausgelegt

Tegetthoffgasse 4, repräsentatives, zweigeschossiges Gebäude, oberhalb des Portales Inschrift 1707.
- JACOB GRAMASCHI SDEINMEDZ MEISTER 1 7 0 7

Der Besitzer, Erbauer? dieses Hauses Steinmetzmeister Jakob Grämäschi, wurde 1700 Meister des Brucker Steinmetz- und Maurerhandwerkes. Die alten Konskriptionsnummern, die nach der Reihenfolge der Errichtung der Häuser vergeben wurden bis zur Einführung der Straßen-Hausnummern. In diesem Fall: Tegetthoffgasse, früher Pulverturmgasse Nr. 4, alte Nr. 169, Eigentümer Karl Kassar. (um 1850)
- Die heutigen Besitzer der Liegenschaft sind Birgit Hans-Mayer, Thomas Mayer, wohnen gegenüber Tegetthoffgasse 3, 2460 Bruck. Sie haben der Veröffentlichung zugestimmt.

## 5. Generation

### Karl Cassar (1840–1903) Bruck an der Leitha
Steinmetzmeister, in Bruck am 20. Mai 1840 geboren, Sohn des Johann Cassar, Steinmetzmeister und Frau Magdalena, geb. Krupbauer. Am 24. Feber 1868 ehelichte er, als Hausbesitzer bezeichnet, Maria Huber, Hausbesitzerstochter. Sohn Karl Anton wurde am 10. August 1870 geboren. Als Witwer ehelichte Karl Cassar am 24. Juni 1877 Theresia Baswald, hiesige Bürgerstochter. Sohn Josef wurde 1881 geboren.
- Am 13. März 1903 starb Meister Karl Cassar in seinem Haus Tegetthoffgasse Nr. 169 mit 63 Jahren.

### Leopold Michael Cassar (1861– ) Bruck an der Leitha, wurde Bauholzhändler und Zimmerermeister
Steinmetzmeister, am 28. September 1861 geboren, Sohn des Johann Cassar, Steinmetzmeister allhier und Frau Anna, geb. Hintermayer. Er heiratete am 8. November 1892 hier in Bruck Johanna Schätzl, Tochter des Zimmerermeisters Karl Schätzl und Johanna geb. Reisenberger. Bei der Geburt des Sohnes Karl Leopold am 13. April 1894 ist der Beruf „gewester Steinmetzmeister“ eingetragen, ein Jahr später, am 20. März 1895, Geburt des Sohnes Leopold Rudolf bereits mit Bauholzhändler und Zimmerermeister. Es ist möglich, dass er in den Betrieb des Schwiegervaters einsteigen konnte.

## Nächste Generation keine Steinmetzen mehr
- Josef Kassar, 1903 in Bruck geboren, heiratete 1935 Anna Schuster. Er war Sohn des Landwirten Josef Kassar (1881–1934) und der Leopoldine Petznek. Sie wohnten Tegetthoffgasse 4.
- Ludwig Kassar, 1898 in Bruck geboren, heiratete 1936 Rosalia Mayer von Kittsee im Bezirk Neusiedl am See. Er war Tischler, ein Sohn von Leopold Kassar, Baustoffhändler und Johanna Schätzl.

## Archivalien
- Stift Heiligenkreuzer Archiv, Kaisersteinbruch, Rubrik 51/VII/2b. Kirchenbücher, Register, Steinmetz
- Bruck an der Leitha Stadtarchiv, Viertellade des Steinmetzhandwerkes, Johann Cassar.
- Matriken Bruck an der Leitha, Tauf-, Trauungs- und Sterbebücher online.